# 전개형 게임

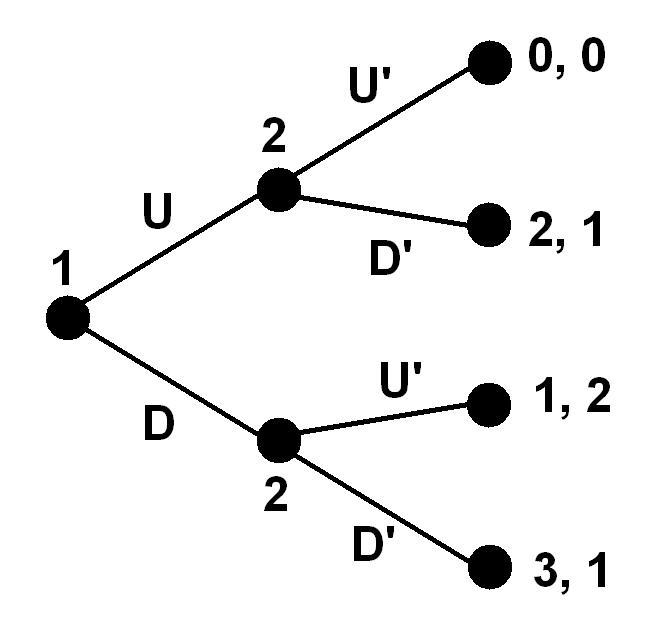
전개형 게임의 예

전개형 게임은 게임 이론에서 게임의 한 종류이다. 게임은 일종의 수형도로 표시되며, 다른 게임들과 마찬가지로 경기자, 경기 순서, 결과와 각 경기자의 보수 등이 규정된다.
오른쪽 그림은 두 명의 경기자가 있는 전개형 게임을 묘사하고 있다. 두 경기자는 경기자1->경기자2의 순서대로 선택을 한다. 그리고 선택의 결과가 나무의 마지막 가지에 표시된다.
여기서 최초의 선택이 일어나는 지점을 뿌리(initial node), 뿌리를 포함하여 각 경기자가 행동을 선택하는 곳을 의사결정마디(decision node), 최종결과가 나오고 그에 맞는 보수가 지불되는 지점을 종결마디(terminal node)라고 부른다.
이러한 전개형 게임은 전략형 게임의 형태로 바꿀 수도 있다. 또한 불완전 정보(imperfect information), 불완비 정보(imcomplete information)의 존재 여부에 따라 게임 나무의 모양이 바뀐다.

## 같이 보기
- 결정 집합
- 완전 정보
- 조합론적 게임 이론
- 순차적 게임